# Gewog di Tseza
Il gewog di Tseza è uno dei quattordici raggruppamenti di villaggi del distretto di Dagana, nella regione Centrale, in Bhutan.